# 賈銓
賈 銓（か せん、生年不詳 - 成化3年6月8日（1467年7月8日））は、明代の官僚。字は秉鈞。本貫は広平府邯鄲県。

## 生涯
永楽22年（1424年）、進士に及第した。宣徳4年（1429年）、礼科給事中に任じられ、たびたび官吏の誤った言行を弾劾非難した。宣徳6年（1431年）、刑科給事中に転じた。
宣徳10年（1435年）、英宗の即位にあたって赦令が発せられたが、北京の重罪の囚人についても改めて裁かれ、多くは赦された。賈銓の請願により、南京でも同じことが行われた。賈銓は給事中の任期を満了し、大理府知府として出向した。正統6年（1441年）、王驥が麓川の思任発の乱を討つと、賈銓は軍の食糧輸送にあたった。麓川の乱が平定されると、賈銓は大理府の事務をつとめたまま、雲南左参政に抜擢された。ほどなく王驥の上奏により、雲南布政使司の事務にあたった。正統12年（1447年）、雲南左布政使に抜擢された。雲南の土司十数部は歳貢として銀や貝貨を徴発して輸送し、八府の民は塩や米や宝鈔を輸送することになっていた。景泰初年にいたって、いずれも未払いが累積して徴収不能になっていた。賈銓らはこれを免除するよう言上した。景泰7年（1456年）、賈銓は任期を満了し、北京に帰ろうとしたところ、軍民が留任を請願した。そこで再び雲南左布政使に任じられた。
天順4年（1460年）、賈銓は梁楘らとともに統治の成績が卓越しているとして挙げられた。吏部尚書の王翺は欠員となっていた戸部尚書の任に賈銓をあてようとしたが、李賢が「その名を聞いても、その人を見たことがありません」と言上したため、英宗は李賢に命じて賈銓を視察させた。李賢が帰って賈銓の様子を報告すると、その人事は取りやめになった。賈銓は右副都御史となり、山東巡撫をつとめた。天順6年（1462年）、河南巡撫を兼ねた。山東で連年にわたって侵入があったため、賈銓は清軍御史を召還するよう請願した。河南で飢饉が起こったため、賈銓は馬の徴収を停止するよう請願した。いずれも認められた。成化2年（1466年）、北京に召還されて都察院の事務を代行した。宦官の唐慎らが荊州府・襄陽府の征討から帰還し、淮安府知府の谷淵を杖で打って死なせた。賈銓は唐慎らの処罰を求めた。そこで唐慎らは司礼監に拘置され、法司に処罰された。成化3年6月辛丑（1467年7月8日）、在官のまま死去した。諡は恭靖といった。